# Pekka Pyykkö
Veli Pekka Pyykkö (Hinnerjoki, 12 ottobre 1941) è un docente finlandese di chimica all'Università di Helsinki.
Dal 2009 al 2012, è stato il presidente dell'International Academy of Quantum Molecular Science. È conosciuto per la aggiunta alla tavola periodica degli elementi, chiamata modello di Pyykkö.

## Modello di Pyykkö
Pekka Pyykkö predice che gli orbitali si riempiranno in quest'ordine:
- 8s,
- 5g,
- i primi due spazi di 8p,
- 6f,
- 7d,
- 9s,
- i primi due spazi di 9p,
- il resto di 8p.

Egli suggerisce anche che il periodo 8 sia diviso in tre parti:
- 8a, che contiene 8s,
- 8b, che contiene i primi due elementi di 8p,
- 8c, che contiene 7d e il resto di 8p.[2]

La versione compatta.
Pekka Pyykkö predisse con successo la possibilità di un legame chimico fra l'oro e il gas nobile xeno, che di solito è estremamente inerte; tale legame è stato poi osservato nel complesso cationico tetraxenonoro(II) (AuXe2+4). Egli predisse anche con successo la possibilità di un legame triplo fra oro e carbonio.